# The Fast and the Furious: Pink Slip
The Fast and the Furious: Pink Slip es un videojuego de carreras desarrollado por Firemint y publicado por I-play. Fue lanzado para móviles compatibles con BREW, iOS y J2ME, es la quinta entrega de la serie basada en la franquicia The Fast and the Furious.

## Jugabilidad
El juego se juega de manera similar a la entrada anterior de la serie con carreras callejeras en lugares de todo el mundo. La principal característica nueva en este juego es un elemento de apuestas. Antes de una carrera, el jugador elige uno de los autos de los oponentes para apostar un resbalón rosado. Si el oponente es derrotado en la carrera, el jugador puede quedarse con el auto. Sin embargo, si la carrera se pierde, también se usa el automóvil.
El juego consta de cuatro pistas y cuatro dificultades que hacen un total de dieciséis carreras que hay que ganar para convertirse en el rey de las carreras. Hay cuatro modos de carrera diferentes: persecución policial, carrera en carretera, carrera de resistencia y carrera de derrape. En la persecución policial, el jugador tiene que alejarse de la policía que lo persigue. La carrera en ruta simplemente implica pasar primero la línea de meta. La carrera de derrape se trata de alcanzar un objetivo de puntos de derrape. La carrera de resistencia es la más diferente del resto, ya que solo implica cambiar de marcha y usar nitro mientras la dirección es automática.